# Stupeň B1020 Falconu 9
Stupeň B1020 Falconu 9 je první stupeň rakety Falcon 9 vyráběné společností SpaceX. Poprvé a naposledy tento první stupeň letěl v březnu 2016, při misi SES-9, kdy do vesmíru vynesl stejnojmennou telekomunikační družici. Statický zážeh pro tuto misi proběhl 22. února 2016. Po vynesení nákladu se stupeň pokusil o přistání na plovoucí plošině OCISLY a stal se tak prvním prvním stupněm, který vynesl náklad na GTO a následně se pokusil o přistání. Stupeň však nedokázal včas zpomalit a prorazil do paluby plošiny díru.

## Přehled letů
| Číslo použití | Datum startu (UTC) | Let číslo | Náklad | Start | Místo startu | Přistání | Místo přistání | Poznámky                                                      |
| ------------- | ------------------ | --------- | ------ | ----- | ------------ | -------- | -------------- | ------------------------------------------------------------- |
| 1             | 4. únor 2016       | 22        | SES-9  |       | CCAFS SLC-40 |          | OCISLY         | Stupeň nedokázal včas zpomalit a prorazil tak do paluby díru. |